# قطار تندرو ووهان–گوانگ‌ژو
قطار تندرو ووهان–گوانگ‌ژو (京广深港高速铁路武广段) یک قطار تندرو در کشور چین است که از شهر ووهان شروع در شهر گوانگ‌ژو به پایان می‌رسد.
این خط که در سال ۲۰۰۹ راه‌اندازی شده دارای ۱۸ ایستگاه و ۹۶۸ کیلومتر طول است.
هر قطار از دو واحد برقی هشت واگنی تشکیل شده است که با هم جفت شده اند تا یک قطار 16 واگنی بسازند. قطارها بر اساس فناوری توسعه یافته توسط زیمنس (راه آهن چین CRH3) و کاوازاکی (راه آهن چین CRH2) که مطابق با استانداردهای راه آهن چین با سرعت بالا اصلاح شده است، ساخته شده اند. قطارهای مورد استفاده در این خط در چین تولید می شوند.

## نگارخانه

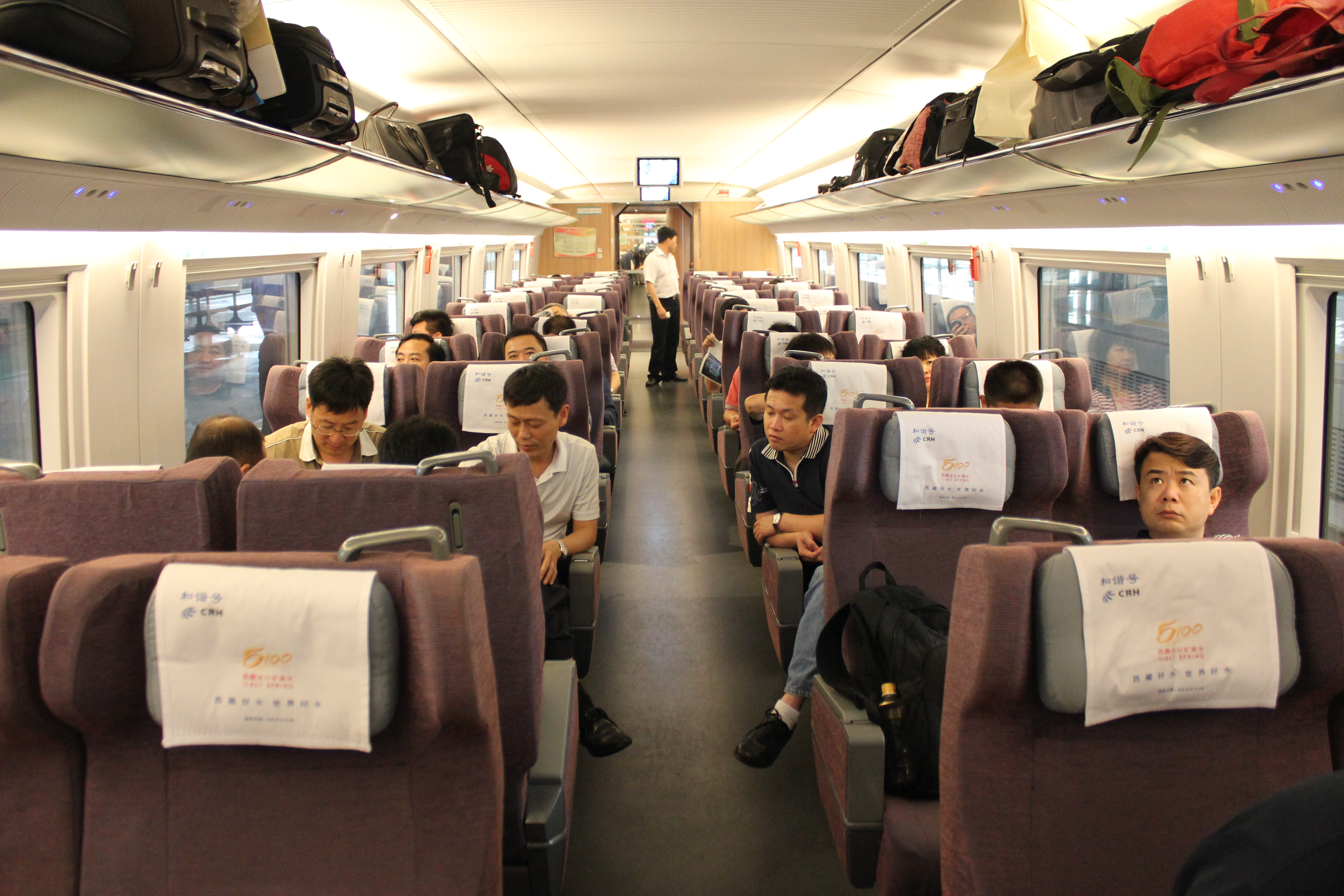
First Class of WuGuang Express Railway
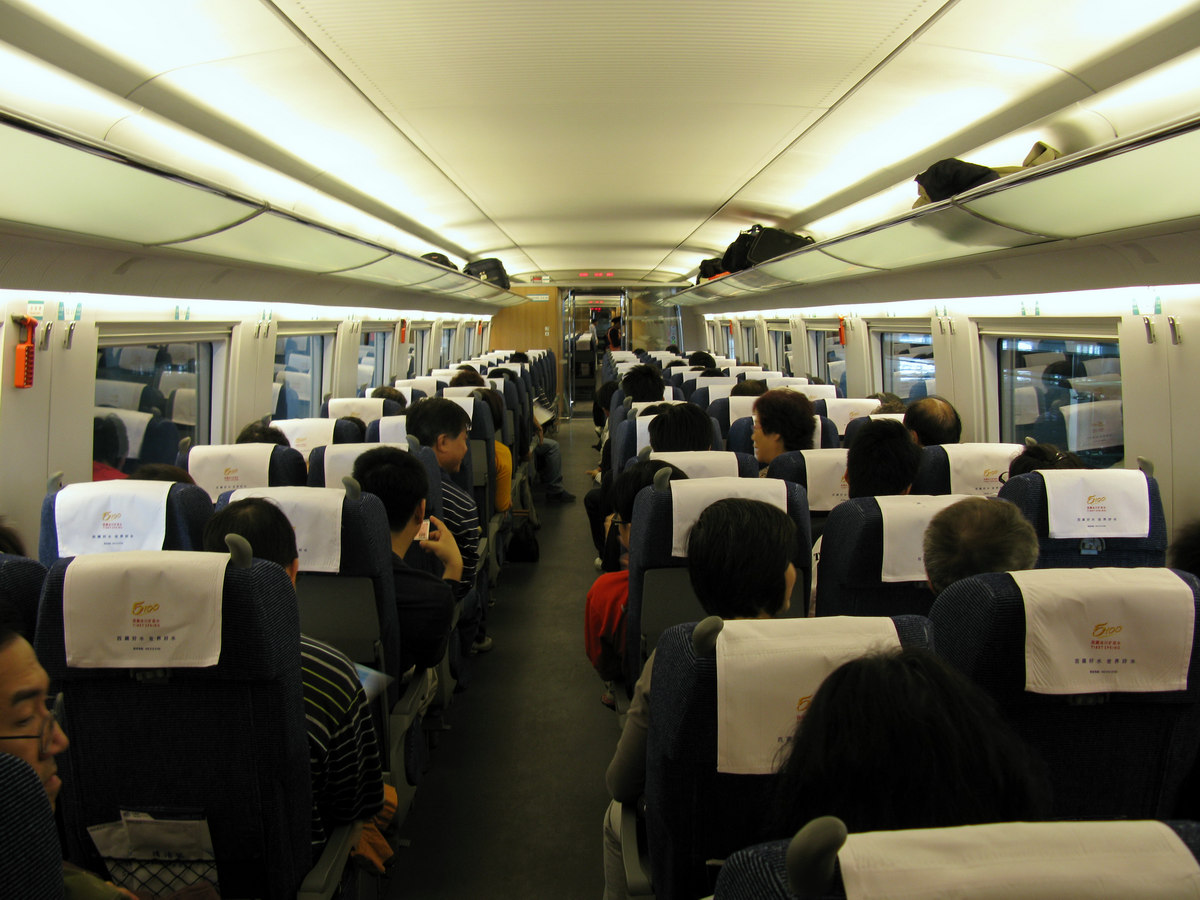
Second Class of WuGuang Express Railway
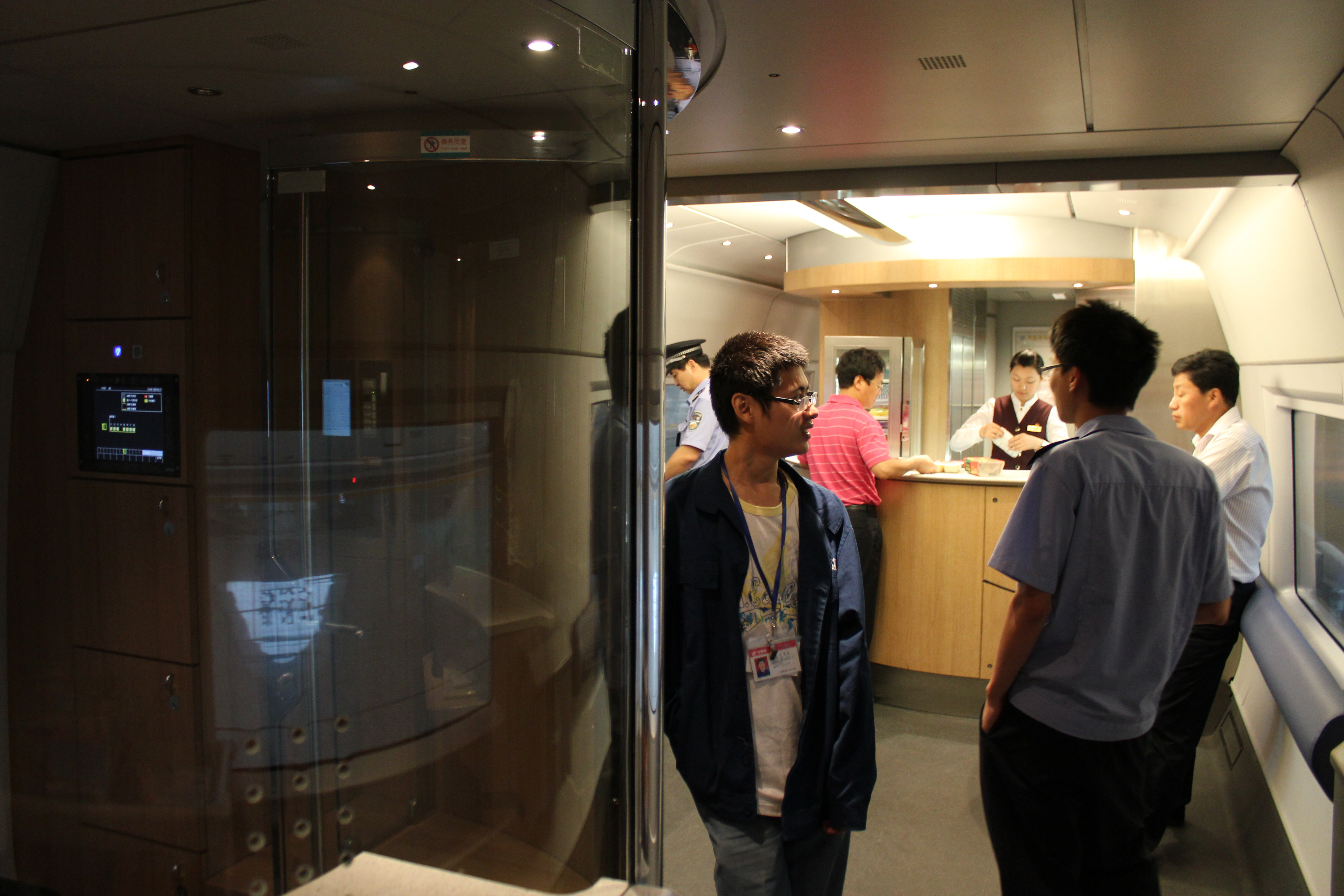
Dining car in the CRH3
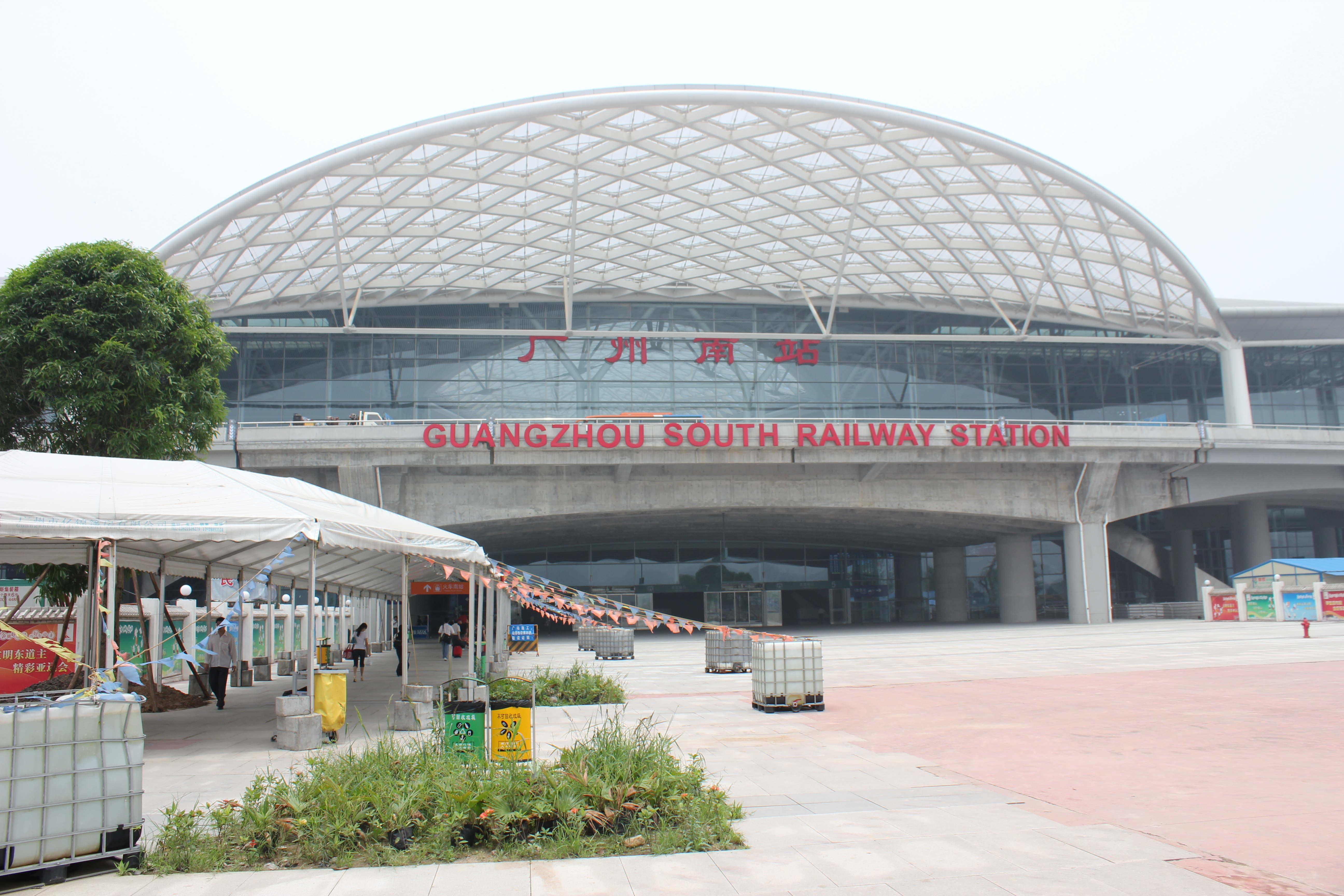
ایستگاه راه آهن گوانگژو جنوبی
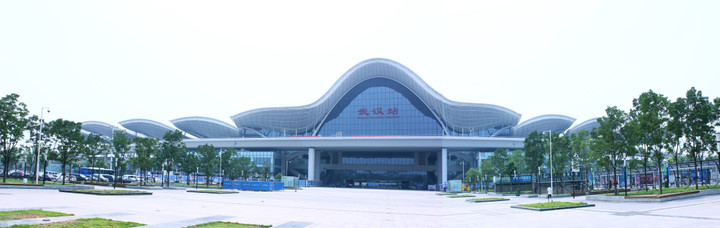
ایستگاه راه آهن ووهان
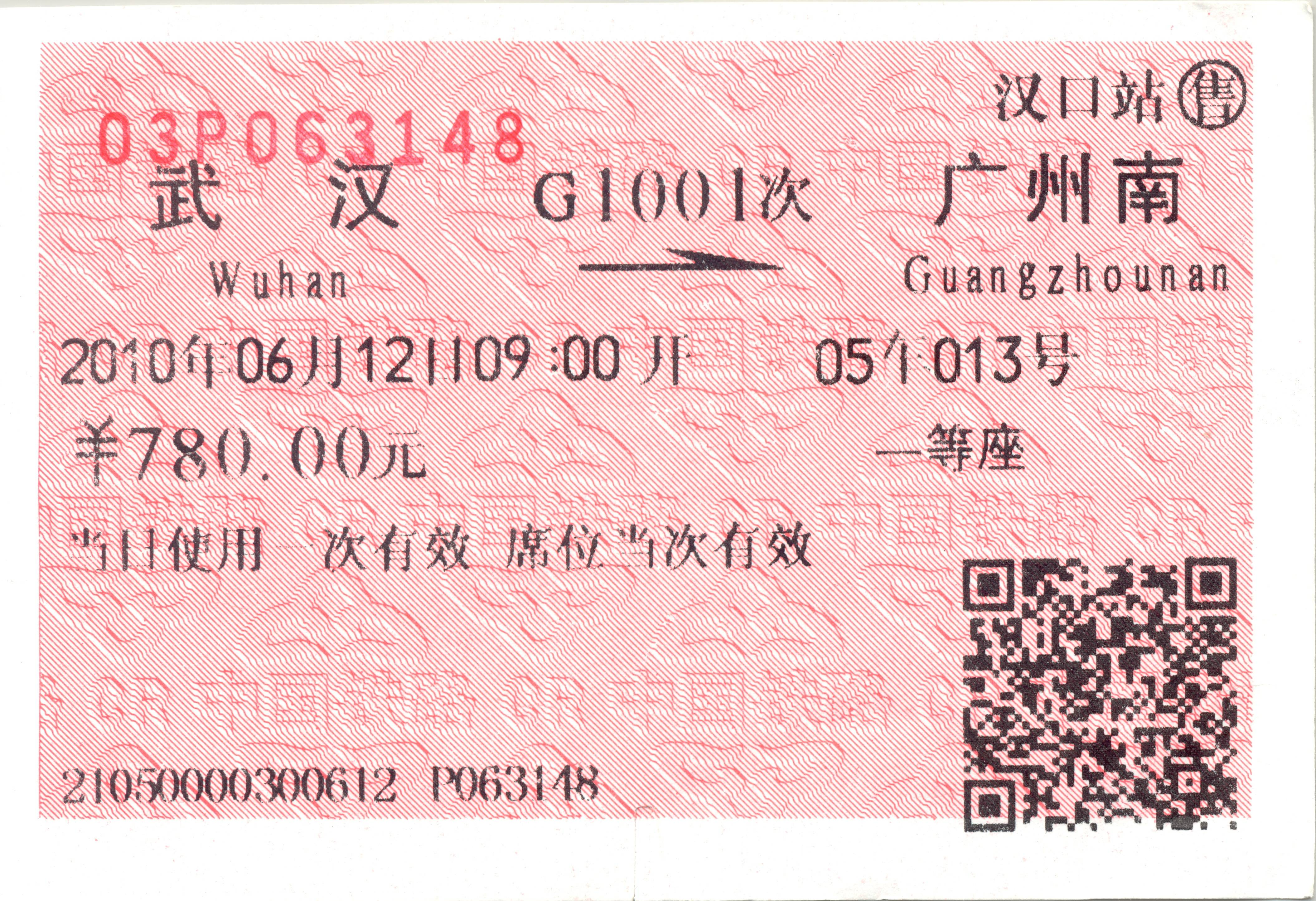
بلیط